# Kulindadromeus
Kulindadromeus là một chi khủng long, được Godefroit Sinitsa Dhouailly Bolotsky Sizov McNamara Benton & Spagna mô tả khoa học năm 2014.